# Рт Аркона
За брод Кап Аркона види: Брод Кап Аркона
Рт Аркона је рт на острву Риген у немачкој држави Мекленбург-Западна Померанија. Рт Аркона је на врху полуострва Вите, неколико километара северно од Националног парка Јасмунд.
Рт Аркона је занимљив по древној тврђави-храму и словенском светилишту посвећеном словенском богу Световиду и старом светионику. 

## Словенски град и храм
Ограђено насеље Аркона са храмом је била верски и политички центар словенске кнежевине на Ригену, у раном средњем веку. Острво је тада било познато као острво Рујан, а насељавало га је словенско племе Рујани. У овом граду се налазио последњи пагански храм последњих словенских племена која су још увек празновала старе обичаје. Град је са три стране (истока, југа и севера) био заштићен високим гребенима који су стрмо падали у море а са запада је био земљани бедем „висок сто стопа“. Овакав положај је пружао сигурност становницима који су се у првој половини 12. века често бавили гусарењем и пљачкањем оближњих, данских, области. Трећина плена је предавана храму.
Храм је био у центру насеља, дрвене грађе и четвороугаоне основе. Спољашњи зидови су били украшени радовима у дрвету са представама божанстава. Овај простор је био наткривен дрвеним кровом. Постојао је један улаз у храм. Унутар овог простора је постојао мањи, који се састојао од четири стуба и уместо зидова имао таписерије. Унутар овог простора је стајала велика статуа, знатно виша од величине обичног човека, посвећена богу Световиду. Статуа је имала четири главе, две окренуте грудима, две ка леђима тако да је по једна гледала лево и десно. Главе су представљене избријане са кратком косом, како су носили тада Рујанци. У десној руци он је држао рог са орнаментима искованим у металу. Овај рог се пунио вином и из њега је жрец прорицао успешност жетве и плодност године. Огромни мач је стојао уз бок чије су корице и балчак биле опточене сребром. 
Једном годишње, пред жетву се скупљао народ, а жрец је прорицао успешност и плодност. Свештеник храма је једини у месту имао дугу браду и косу. Једино он је смео да ступи у унутрашњост храма. Улазио би у храм, узимао рог из руке кипа и по садржају вина у рогу би прорицао успешност следеће жетве. Од овог пророчанства би зависило да ли ће се део жетве чувати или све расипнички трошити. Тада би се одржао ритуал са прављењем огромног округлог хлеба (колача) величине човека. Свештеник би стао иза хлеба и питао становнике да ли га виде, када они одговоре да га виде он им одговара да га следеће године неће видети. Посла овога би следила богата гозба са прождрљивошћу која је фасцинирала историчаре. Сматрало се светом дужношћу напити се, а грехом остати трезан. 
Божанству и храму је било посвећено и три стотине ратника и коња. Они су сав свој плен са похода предавали храму. Тако се у овом граду и у овом храму накупила велика количина блага, сребра и пурпурних тканина, која је привукла пажњу околних владара. Све вендске земље и цела Славија (према Саксону Граматику) је плаћала порез, а поклони су стизали и од суседних краљева. Ово је поготово иритирало црквене великаше јер су и неки хришћански краљеви слали дарове. 
При храму је био и посебан бели коњ за кога се сматрало да га лично јаше Световид. Само је свештеник смео да га опрема и јаше. Нико није смео да му ишчупа длаку из репа или гриве. Веровало се да на њему Световид јаше када ратује против непријатеља свог култа. Тврди се да је коњ увек био затворен, али да би га ујутро затицали знојавог и каљавог, као да је управо дошао из борбе. Овај коњ је служио и за гатање (ждребање). Када је требало одлучивати о миру и рату тада би се испред коња поставио троструки ред копаља а свештеник би повео коња да крене преко њих. Ако би коњ кренуо десном ногом то би најављивало успешан исход похода. Уколико би коњ кренуо левом ногом, од похода се одустајало или се одлагало док коњ не би макар три пута за редом исправном ногом кренуо напред.
Године 1168. Аркону је уништила данска војска (краљ Валдемар I и бискуп Абсалон од Роскилдеа). Град је порушен, храм спаљен, кип исечен и спаљен а становништво покрштено.
Данас, постоји само око једна четвртина старе тврђаве, јер је Балтичко море поткопало земљиште од креде на коме се тврђава налазила.

## Светионици
На рту се налазе два стара светионика. Један је саграђен 1827, висок 21 метар, а други 1902, висок 35 метара. Први је најстарији још увек постојећи светионик на Балтику. Пројектовао га је познати архитект Карл Фридрих Шинкел.